# Thiago Maia
Thiago Maia Alencar, född 23 mars 1997, är en brasiliansk fotbollsspelare som spelar för Flamengo.

## Klubbkarriär
I juli 2017 värvades Thiago Maia av Lille, där han skrev på ett femårskontrakt. Den 22 januari 2020 lånades Maia ut till Flamengo på ett låneavtal över 18 månader. I januari 2022 blev han klar för en permanent övergång till Flamengo och skrev på ett femårskontrakt med klubben.

## Landslagskarriär
Thiago Maia var en del av Brasiliens trupp som tog guld vid olympiska sommarspelen 2016.